# خورخي ديميرجيان
خورخي ديميرجيان (بالإسبانية: Jorge Demirjian)‏‏ (5 يونيو 1932 - 28 أغسطس 2018) هو رسام أرجنتيني.